# Jessie Buckley
Jessie Buckley (Killarney, 28 dicembre 1989) è un'attrice e cantante irlandese.
Ha ottenuto il riconoscimento per i suoi ruoli nei film Judy (2019), A proposito di Rose (2019), Sto pensando di finirla qui (2020) e La figlia oscura (2021), ottenendo due candidature al Premio BAFTA nella sezione migliore attrice protagonista e migliore attrice non protagonista, rispettivamente per il secondo e quarto film citato. Per La figlia oscura ha ricevuto anche la sua prima candidatura al Premio Oscar nella sezione miglior attrice non protagonista.

## Carriera
Ha iniziato la sua carriera nel 2008 come concorrente del talent show in onda sulla BBC I'd Do Anything, in cui si è classificata seconda. Nello stesso anno prende parte al musical teatrale A Little Night Music. Dopo alcuni ruoli teatrali, ha sospeso la sua carriera professionale per studiare alla Royal Academy of Dramatic Art, laureandosi nel settembre 2013.
Nel 2016 ha preso parte al cast di quattro serie televisiva della BBC: in Guerra e pace, in Taboo, in The Last Post e in The Woman in White. In seguito è stata protagonista di due film: Beast nel 2017 e A proposito di Rose nel 2018, per il quale ha ricevuto recensioni positive. Nel 2019 Buckley ha preso parte alla miniserie Chernobyl. Nel 2021 ha recitato nel film di Maggie Gyllenhaal La figlia oscura, per il quale ha ricevuto una candidatura all'Oscar alla miglior attrice non protagonista. Nello stesso anno è tornata a recitare nel West End in un revival di Cabaret e per la sua interpretazione nel ruolo di Sally Bowels ha vinto il Laurence Olivier Award alla migliore attrice in un musical.

## Filmografia

### Cinema
- Beast, regia di Michael Pearce (2017)
- A proposito di Rose (Wild Rose), regia di Tom Harper (2018)
- Judy, regia di Rupert Goold (2019)
- Dolittle, regia di Stephen Gaghan (2020)
- Il concorso (Misbehaviour), regia di Philippa Lowthorpe (2020)
- Sto pensando di finirla qui (I'm Thinking of Ending Things), regia di Charlie Kaufman (2020)
- L'ombra delle spie (The Courier), regia di Dominic Cooke (2020)
- La figlia oscura (The Lost Daughter), regia di Maggie Gyllenhaal (2021)
- Men, regia di Alex Garland (2022)
- Women Talking - Il diritto di scegliere (Women Talking), regia di Sarah Polley (2022)
- Fingernails - Una diagnosi d'amore (Fingernails), regia di Chrīstos Nikou (2023)
- Cattiverie a domicilio (Wicked Little Letters), regia di Thea Sharrock (2023)

### Televisione
- Il giovane ispettore Morse (Endeavour) – serie TV, episodio 2x01 (2014)
- Guerra e pace (War & Peace) – miniserie TV, 6 puntate (2016)
- Taboo – serie TV, 7 episodi (2017)
- The Last Post – serie TV, 6 episodi (2017)
- The Woman in White – miniserie TV, 5 puntate (2018)
- Chernobyl – miniserie TV, 5 puntate (2019)
- Fargo – serie TV, 10 episodi (2020)

### Doppiaggio
- Scrooge - Canto di Natale (Scrooge: A Christmas Carol), regia di Stephen Donnelly (2022)

### Videogiochi
- The Dark Pictures: The devil in Me (2022)

## Teatro
- A Little Night Music, colonna sonora di Stephen Sondheim, libretto di Hugh Wheeler, regia di Trevor Nunn. Menier Chocolate Factory (2008) e Garrick Theatre di Londra (2009)
- La tempesta di William Shakespeare, regia di Jeremy Herrin. Shakespeare's Globe di Londra (2013)
- Enrico V di William Shakespeare, regia di Michael Grandage. Noël Coward Theatre di Londra (2013)
- Amadeus di Peter Shaffer, regia di Jonathan Church. Chichester Theatre Festival di Chichester (2014)
- Il racconto d'inverno di William Shakespeare, regia di Kenneth Branagh e Rob Ashford. Garrick Theatre di Londra (2015)
- Harlequinade di Terence Rattigan, regia di Kenneth Branagh e Rob Ashford. Garrick Theatre di Londra (2015)
- Cabaret, colonna sonora di John Kander, testi di Fred Ebb, libretto di Joe Masteroff, regia di Rebecca Frecknall. Playhouse Theatre di Londra (2021)

## Riconoscimenti
- Premio Oscar
  - 2022 – Candidatura per la miglior attrice non protagonista per La figlia oscura
- Alliance of Women Film Journalists
  - 2022 – Candidatura per la miglior attrice non protagonista per La figlia oscura
- BAFTA
  - 2019 – Candidatura per la miglior stella emergente
  - 2020 – Candidatura per la migliore attrice protagonista per A proposito di Rose
  - 2022 – Candidatura per la migliore attrice non protagonista per La figlia oscura
- British Independent Film Award
  - 2018 – Miglior esordiente per Beast
  - 2018 – Candidatura per la miglior attrice per Beast
  - 2019 – Candidatura per la miglior attrice per A proposito di Rose
- Boston Society of Film Critics Award
  - 2021 – Migliore attrice non protagonista per La figlia oscura
- Chicago Film Critics Association Award
  - 2020 – Candidatura per la migliore attrice per Sto pensando di finirla qui
  - 2021 – Candidatura per la migliore attrice non protagonista per La figlia oscura
- Evening Standard British Film Award
  - 2018 – Candidatura per la miglior attrice per Beast
- Festival di Cannes
  - 2021 – Trophée Chopard
- Gotham Independent Film Award
  - 2020 – Candidatura per la miglior attrice per Sto pensando di finirla qui
  - 2021 – Candidatura per la miglior performance in un ruolo non protagonista per La figlia oscura
- Independent Spirit Awards
  - 2022 – Candidatura per la miglior attrice non protagonista per La figlia oscura
- Premio Laurence Olivier
  - 2022 – Miglior attrice in un musical per Cabaret
- San Diego Film Critics Society Award
  - 2019 – Candidatura per la miglior artista emergente per A proposito di Rose e Judy
- Satellite Award
  - 2021 – Candidatura per la miglior attrice non protagonista in una serie, miniserie o film TV per Fargo
- St. Louis Film Critics Association Award
  - 2020 – Candidatura per la miglior attrice per Sto pensando di finirla ui

## Doppiatrici italiane
Nelle versioni in italiano delle opere in cui ha recitato, Jessie Buckley è stata doppiata da:
- Alessia Amendola in A proposito di Rose, Il concorso, La figlia oscura, Men, Cattiverie a domicilio
- Barbara De Bortoli in Guerra e pace, Taboo, Chernobyl
- Benedetta Degli Innocenti in Judy, Fingernails - Una diagnosi d’amore
- Eva Padoan in Fargo
- Elena Fiorenza in Beast
- Ughetta d'Onorascenzo in Sto pensando di finirla qui
- Laura Romano ne L'ombra delle spie
- Domitilla D'Amico in Women Talking - Il diritto di scegliere

Da doppiatrice è stata sostituita da:
- Eva Padoan in Scrooge - Canto di Natale
- Francesca Bielli in The Dark Pictures: The devil in Me[8]